# Affairs of the Heart
Affairs of the heart ist ein im Jahr 2016 erschienener nigerianischer Liebesfilm von Robert Peters mit Stella Damasus und Joseph Benjamin in den Hauptrollen. Er wurde in den USA gedreht. Der landesweite Kinostart in Nigeria war am 11. März 2016. Der Film erschien im Juli 2017 in Frankreich unter dem Titel Une Affaire de coeur.

## Handlung
Die erfolgreiche Ärztin Vivienne kehrt verliebt von einer Dienstreise nach Nigeria zurück. Sie ermöglicht es ihrem Geliebten Eric, einem Krankenpfleger, in die USA einzureisen, heiratet ihn und verschafft ihm Arbeit. Während die Liebe über weite Strecken des Films glücklich dargestellt wird, gibt es immer wieder eingeschobene Szenen, die Eric als Betrüger zeigen. Rahmenhandlung des Filmes ist die Verhaftung Erics aufgrund seiner Betrügereien sowie seine Entlassung nach einer erneuten großzügigen Intervention Stellas.

## Kritik
True Nollywood Stories bezeichnet den Film insgesamt als durchschnittlich, lobt aber Kamera und Musik. Die schauspielerische Leistung wird als weitgehend gut bezeichnet, Probleme werden vor allem dem Drehbuch angelastet, das wenig innovativ sei.